# Chironomus cingulatus
Chironomus cingulatus är en tvåvingeart som beskrevs av Johann Wilhelm Meigen 1830. Chironomus cingulatus ingår i släktet Chironomus och familjen fjädermyggor. Arten är reproducerande i Sverige. Inga underarter finns listade i Catalogue of Life.